# Manfred Schönfelder
Manfred Schönfelder, född 18 mars 1912 i Hellerau, Dresden, död 4 mars 1983, var en tysk SS-Obersturmbannführer i Waffen-SS. Han dekorerades med Riddarkorset.

## Biografi
Efter avslutad Oberrealschule inträdde Schönfelder i SS-Verfügungstruppe (SS-VT) och inledde träning vid SS-Junkerschule i Bad Tölz. Under Operation Barbarossa var han bataljonschef. Senare var han generalstabsofficer vid 5. SS-Panzer-Division Wiking. Schönfelder utmärkte sig särskilt i slaget vid Korsun-Tjerkassy-fickan år 1944 och dekorerades med Riddarkorset.

## Befordringshistorik
Befordringshistorik för Manfred Schönfelder
- SS-Mann: 1934
- SS-Standartenoberjunker: 1935
- SS-Untersturmführer: 1935
- SS-Obersturmführer: 1937
- SS-Hauptsturmführer: 1939
- SS-Sturmbannführer: 1940
- SS-Obersturmbannführer: 1943

## Utmärkelser
Manfred Schönfelders utmärkelser
- Riddarkorset av Järnkorset: 23 februari 1944
- Tyska korset i guld: 11 juni 1942
- Järnkorset av första klassen
- Järnkorset av andra klassen
- Såradmärket i silver
- Infanteristridsmärket i silver
- SS tjänsteutmärkelse av tredje klassen
- Östfrontsmedaljen